# Thalassios le Libyen
Thalassios le Libyen ou l'Africain (en latin Thalassius) est un moine chrétien des VIe et  VIIe siècles, écrivain religieux de langue grecque dont quatre Centuries (recueil de cent sentences) figurent dans la Philocalie des Pères neptiques. Il est Vénérable pour l'Église grecque orthodoxe qui le fête le 20 mai.

## Vie et œuvre
Les seules informations sur sa personne découlent de ses relations avec Maxime le Confesseur. Les deux hommes semblent avoir fait connaissance après l'arrivée de Maxime dans la province d'Afrique vers 628/630. Thalassios est le destinataire de l'un des principaux ouvrages de Maxime : les Questions à Thalassios sur des passages difficiles de l'Écriture Sainte, recueil de soixante-cinq questions-réponses composé dans les années 630/634. Contrairement à ce que peut laisser penser le titre traditionnel, il s'agit d'un questionnaire transmis par Thalassios à Maxime et des réponses de ce dernier. D'autre part, les deux hommes ont échangé une correspondance : le patriarche Photius connaissait cinq lettres de Maxime à Thalassios ; actuellement trois sont identifiées, qui sont la lettre 9, où Thalassios est appelé « prêtre et higoumène », la lettre 26, où il est dit seulement « presbytre », et d'autre part une lettre connue uniquement en traduction latine et postérieure à la promulgation de l'Ecthèse en septembre ou octobre 638. La lettre 9, elle, est antérieure aux Questions. Aucune lettre de Thalassios à Maxime n'a été conservée.
On peut en conclure que Thalassios était l'higoumène d'un monastère de la province d'Afrique dans les années 630. On n'a conservé de lui que quatre centuries sur la vie spirituelle intitulées De la charité, de la tempérance et du genre de vie selon l'intellect (Περὶ ἀγάπης καὶ ἐγκρατείας καὶ τῆς κατὰ νοῦν διαίτης). Elles sont inspirées notamment par Évagre le Pontique. Le texte grec en a été pour la première fois imprimé dans la Bibliothèque d'Andrea Gallandi, à la suite des œuvres de Maxime le Confesseur, avec une traduction latine d'Œcolampade. Il a été intégré ensuite dans le volume II de la Philocalie des Pères neptiques. Le petit écrit qui figure après les centuries dans la Patrologie de Migne n'est pas de lui, mais d'un autre moine Thalassios, contemporain de Théodose le Jeune, à qui, maltraité par Nestorius, il adresse une requête.
Son œuvre se compose de 400 préceptes, dont chacun est écrit sous la forme d'un acrostiche, ce qui témoigne du talent littéraire de l'auteur. Dans cet ouvrage, parallèlement à la moralisation spirituelle, sont posées des questions de nature dogmatique : sur l'incarnation de Dieu en son Verbe, sur la rédemption de l'humanité. Le moine Jean de Damas, dans ses écrits théologiques, s'est appuyé sur les travaux de Thalassios.
L'idée principale dans ses écrits est centrée sur la réalisation spirituelle intérieure, qui se déroule dans la  
lutte contre les passions. « Si vous voulez, dit-il, vous libérer collectivement de tout mal, alors renoncez à la mère des maux - l'amour-propre. Toutes les passions sont précédées par l'amour-propre, et finalement l'orgueil suivra  toutes les autres pensées passionnées, mais pas toutes ensemble ». 
Le moine Thalassios mourut très vieux vers l'an 648. Ses reliques devinrent célèbres pour l'effusion de myrrhe  odorante qu'elles dégagèrent.

### Article lié
- Hésychasme